# Stade de l’Aube
Das Stade de l’Aube ist ein Fußballstadion in Troyes, Département Aube in der Region Grand Est, Frankreich. Der ES Troyes AC trägt in der 1924 erbauten Spielstätte seine Heimspiele aus. Es bietet 21.877 Zuschauern einen Sitzplatz und ist ringsum überdacht. Im April 1999 wurden die Tribünen in den Kurven abgerissen und durch Tribünen direkt hinter Toren ersetzt. Im Jahr 2004 wurde die neugebaute Haupttribüne eingeweiht. Sie enthält u. a. VIP-Logen, eine Pressetribüne und ein Fitness-Studio. Der Rekordbesuch wurde im Spiel ES Troyes AC gegen Amiens SC (2:0) mit 20.346 Zuschauern am 18. Mai 2012 aufgestellt.